# استفتاء إقامة جمهورية إسلامية في إيران مارس 1979
بعد انتصار الثورة الإسلامية في إيران في 11 شباط 1979 (بالفارسية: 22 بهمن 1357‏)، دعا زعيم الثورة السيد روح الله الخميني الشعب الإيراني لمشاركة في استفتاء عام لتحديد هوية ونوع الحكومة الجديدة الذي يريده الشعب بديلا عن النظام الملكي الذي اطاحت به الثورة الإسلامية.
فتم إجراء استفتاء شعبي عام بعد شهرين من انتصار الثورة الإسلامية في 30 و 31 مارس 1979 .، فشارك فيه الشعب باكثرية 98,2% ممن كان لهم حق التصويت، وأكثر من 99% من المصوتين أعلنوا موافقتهم على قيام نظام الجمهورية الإسلامية.
أعلنت النتائج في 1 أبريل المصادف 12 من شهر فروردين الإيراني. فاصدر السيد الخميني بيانا أعلن فيه يوم «12فروردين» يوم تأسيس الجمهورية الإسلامية الايرانية واعتبره أكبر عيد وطني وديني لإيران الإسلامية.

## الخلفية
اندلعت الشرارات الأولى للثورة الإسلامية في المدن الإيرانية في يونيو عام 1963 بعد اعتقال آية الله روح الله الخميني، الذي كان يصدر تصريحات مثيرة ضد نظام الشاه وسياساته، التي كان يوصفها بالمعادية للإسلام. ثم خلال الأشهر الأخيرة من سنة 1978 بدأت تحركات ضخمة للطلاب والتجار والطبقة العاملة أيضا. فتحولت المظاهرات الحاشدة إلى أحداث منتظمة. فرض الشاه الأحكام العرفية، وحظرت كل التظاهرات. ولكن لم يؤدي القمع الذي مارسته قوات الجيش والبوليس، إلا إلى مضاعفة سخط الجماهير وأدى إلى اندلاع تحركات أكبر فأكبر في طهران وفي جميع مدن إيران.
فغادر الشاه إيران يوم 16 يناير 1979، وترك مهامه إلى رئيس الوزراء وقتذاك، الدكتور شابور بختيار. فأعلن بختيار حل البوليس السرى، سافاك وأفرج عن السجناء السياسيين، ووعد بإجراء انتخابات حرة، وأمر الجيش بالسماح للمظاهرات الشعبية. وبعد عدة أيام سمح بعودة الخميني إلى إيران.
ففي 1 فبراير 1979، عاد خميني إلى طهران بدعوة من قبل الحكومة،
فستقبلته لدى ترجله من الطائرة الجموع الحاشدة. فألقی خميني كلمة أوضح فيها رفضه الكامل لنظام رئيس الوزراء بختيار.
فأدی ذلك إلی تشديد المظاهرات، وبعد فترة وجيزة، اضطر شابور بختيار إلي ترك الحكم والسفر إلي فرنسا. في 11 فبراير، إنتصرت الثورة بزعامة روح الله خميني واطاح نظام الملكي، تحت حكم الشاه محمد رضا بهلوي.
كان في هذه المرحلة من الثورة التي دامت تقريبا من منتصف 1977 إلى منتصف 1979، تحالفاً ما بين الليبراليين واليساريين والجماعات الدينية لإسقاط الشاه. فدعا السيد الخميني الشعب لقيام استفتاءٍ عام من أجل اختيار نوع الحكومة والنظام الجديد الذي يريده الشعب.
فبعد شهرين من انتصار الثورة في 30 و 31 مارس 1979 جری أول استفتاء عام وحر داخل إيران لقيام الجمهورية الإسلامية وكانت الإجابة عليه إما بـ نعم أو لا.

## نتائج الإستفتاء
أعلنت النتائج في 1 أبريل المصادف 12 من شهر فروردين الإيراني. شارك في الإستفتاء نسبة 98,2% ممن كان لهم حق التصويت وأكثر من 99% منهم صوتوا ب نعم لقيام الجمهورية الإسيلامية وأعلنوا موافقتهم على ذلك.
فلهذه المناسبة اصدر السيد الخميني بيانا اعتبر فيه يوم «12فروردين» يوم تاسيس الجمهورية الإسلامية الإيرانية وعدّه أكبر عيد وطني وديني لإيران الإسلامية. قائلاً: